# Efterretningskilde
En efterretningskilde er en person, organisation eller et teknisk hjælpemiddel der leverer informationer til brug i en efterretningstjeneste. 
En efterretningskilde kan eksempelvis være en person der løber en risiko ved at levere vigtige informationer  under den forsikring at hans identitet forbliver en hemmelighed.